# Histoire zéro
Histoire zéro (titre original : Zero History) est un roman de William Gibson publié en 2010, traduit en français par Doug Headline et paru en 2013 aux éditions Au diable vauvert.

## Résumé
L'héroïne, artiste graphique, est lancée par Bigend sur les traces d'un créateur de jeans pour l'armée.  L'élégance suprême du créateur secret est de rester clandestin.  Elle part d'un hôtel londonien plus que branché, en tâche de fond son ancien amant, illégal sauteur de gratte-ciels, une motarde secourable, une policière sans moyen qui essaye de profiter de l'aventure, des méchants et des traitres unis qui brouillent le tout... On surfe sur les réseaux fugaces de la mode en devenir. Encore une fois Gibson montre le présent comme si le futur y transparaissait.